# Podalonia
Genre
Synonymes
- Psammophila Dahlbom, 1842, nec Brown, 1845

Podalonia est un genre d'insectes hyménoptères de la famille des sphécidés, de la sous-famille des Ammophilinae.
Ce sont des guêpes solitaires et fouisseuses. Généralement, les femelles capturent des chenilles glabres de Noctuidae. Le nid, creusé dans le sol, comporte une galerie terminée par une seule cellule. Son espèce type est Podalonia violaceipennis. 

## Aire de répartition
Le genre Podalonia est présent dans toutes les régions tempérées et tropicales majeures du globe à 
l'exception de l'Amérique du sud.
La majeure partie des espèces de Podalonia se rencontrent dans le bassin méditerranéen et en Asie du sud ouest. L'espèce Podalonia tydei présente une très large aire de répartition allant des iles Canaries et de Madère jusqu'à la Chine et les régions orientales en passant par le bassin méditerranéen. Elle est également 
présente en Australie. Il n'y a pas de représentant du genre sur les iles comprises entre l'Australie et l'Asie continentale.

## Liste des espèces européennes
Selon Fauna Europaea :

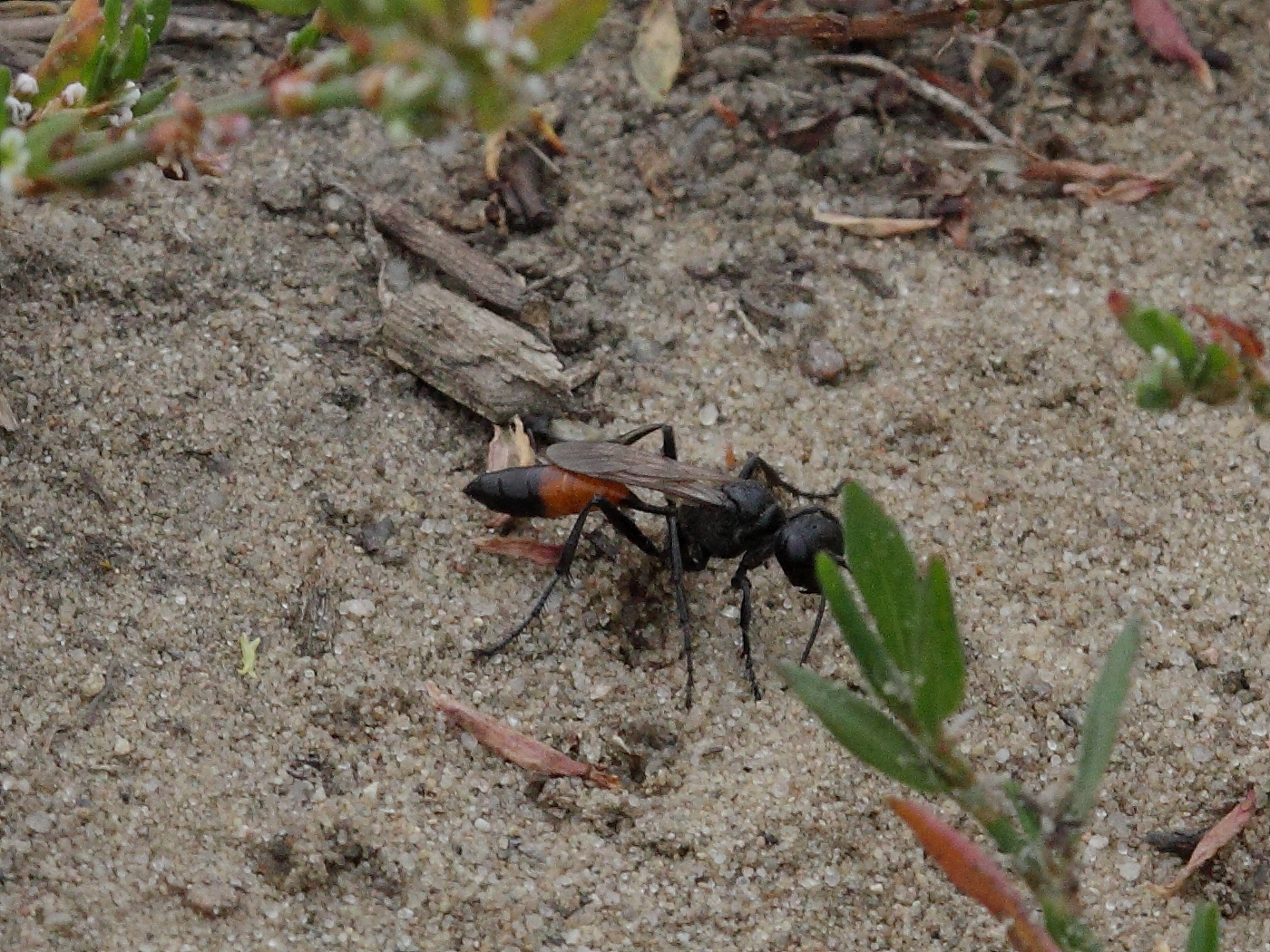
Podalonia affinis (Berlin, Allemagne)

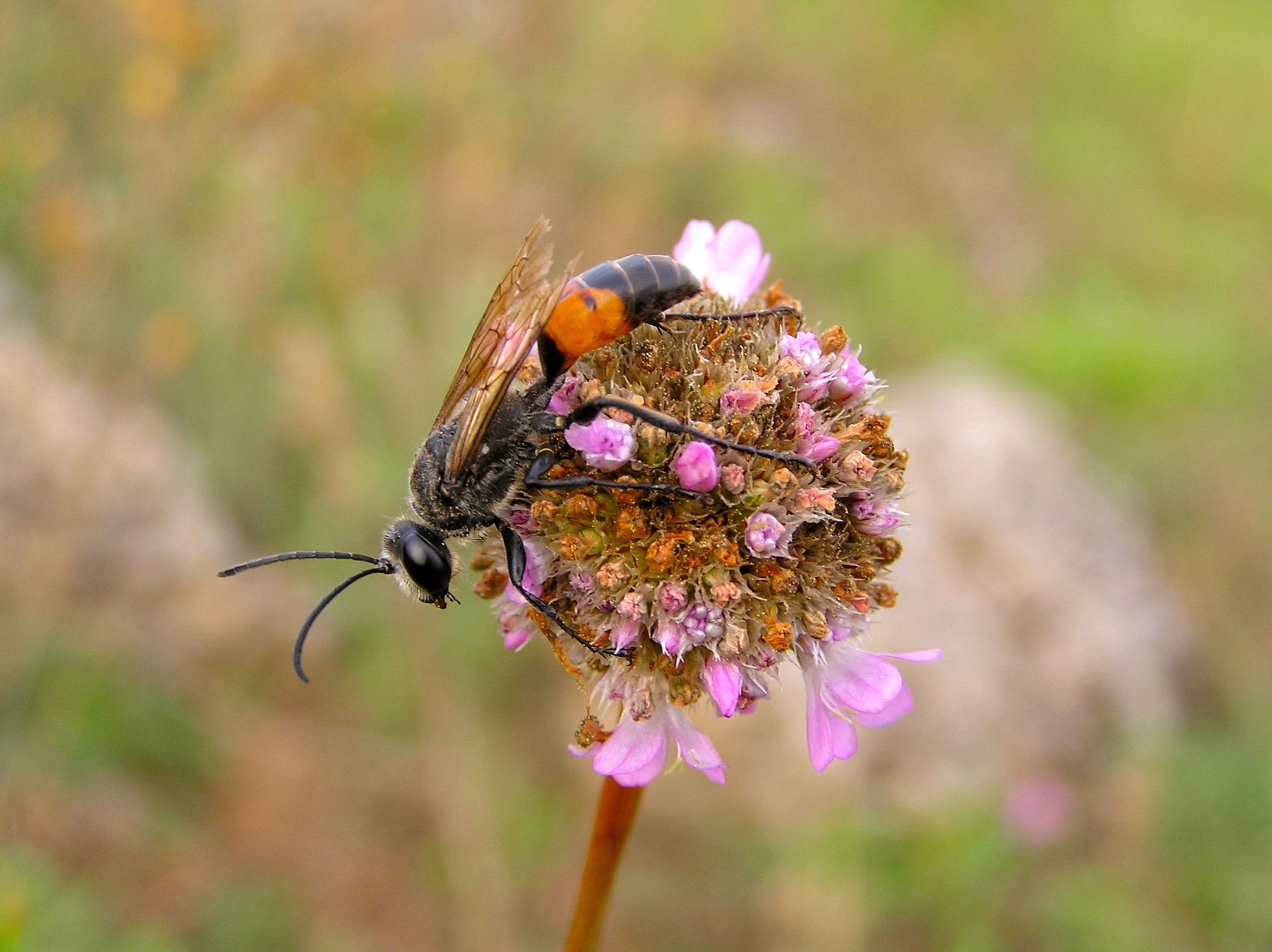
Podalonia hirsuta, (Hérault, France)

- Podalonia affinis (W. Kirby, 1798)
- Podalonia alpina (Kohl, 1888)
- Podalonia atrocyanea (Eversmann, 1849)
- Podalonia fera (Lepeletier, 1845)
- Podalonia hirsuta (Scopoli, 1763)
- Podalonia luffii (Saunders, 1903)
- Podalonia mauritanica (Mercet, 1906)
- Podalonia merceti (Kohl, 1906)
- Podalonia minax (Kohl, 1901)
- Podalonia rothi (Beaumont, 1951)
- Podalonia tydei (Le Guillou, 1841)

## Liste complète des espèces
Selon ITIS :

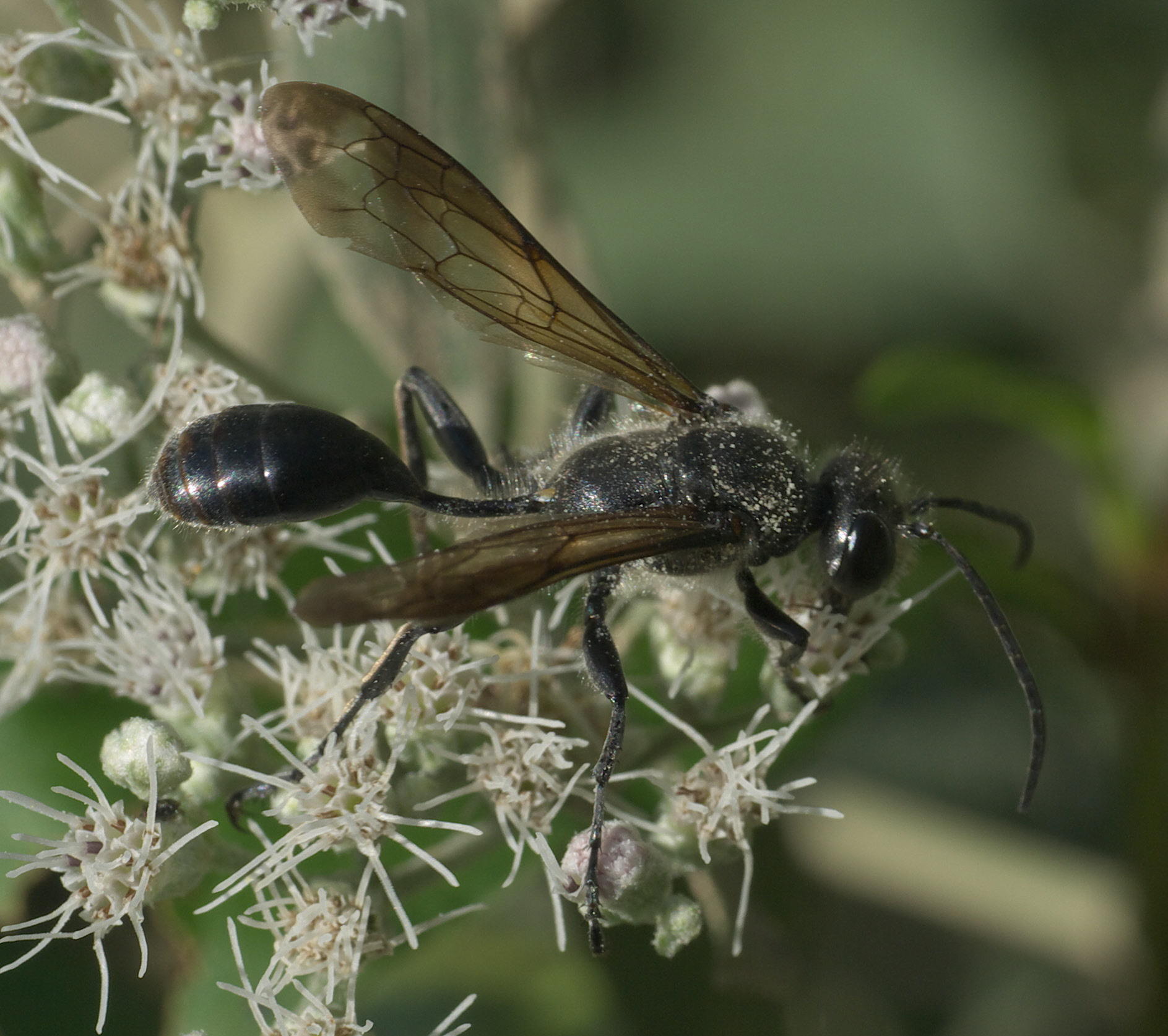
Podalonia spp (Kansas, États-Unis)

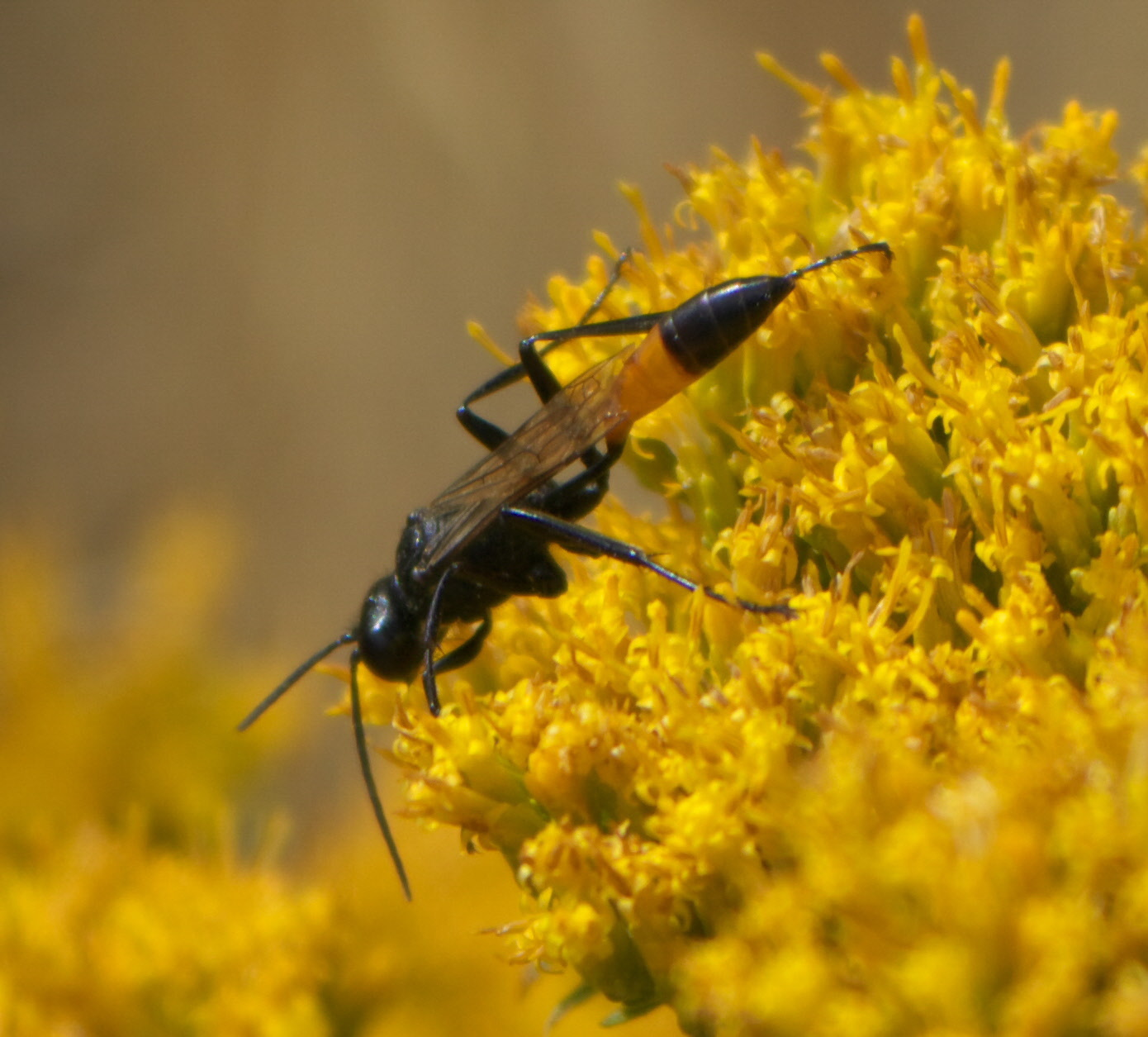
Podalonia spp (Nevada, États-Unis)

- Podalonia affinis (W. Kirby, 1798)
- Podalonia afghanica Balthasar, 1957
- Podalonia albohirsuta (Tsuneki, 1971)
- Podalonia alpina (Kohl, 1888)
- Podalonia altaiensis (Tsuneki, 1971)
- Podalonia andrei (F. Morawitz, 1889)
- Podalonia argentifrons (Cresson, 1865)
- Podalonia argentipilis (Provancher, 1887)
- Podalonia aspera (Christ, 1791)
- Podalonia atriceps (F. Smith, 1856)
- Podalonia atrocyanea (Eversmann, 1849)
- Podalonia caerulea Murray, 1940
- Podalonia canescens (Dahlbom, 1843)
- Podalonia caucasica (Mocsáry, 1883)
- Podalonia chalybea (Kohl, 1906)
- Podalonia clypeata Murray, 1940
- Podalonia compacta Fernald, 1927
- Podalonia dispar (Taschenberg, 1869)
- Podalonia ebenina (Spinola, 1839)
- Podalonia erythropus (F. Smith, 1856)
- Podalonia fera (Lepeletier de Saint Fargeau, 1845)
- Podalonia flavida (Kohl, 1901)
- Podalonia gobiensis (Tsuneki, 1971)
- Podalonia gulussa (Morice, 1900)
- Podalonia harveyi (de Beaumont, 1967)
- Podalonia hirsuta (Scopoli, 1763)
- Podalonia hirsutaffinis (Tsuneki, 1971)
- Podalonia hirticeps (Cameron, 1889)
- Podalonia kansuana Li and Yang, 1992
- Podalonia kaszabi (Tsuneki, 1971)
- Podalonia kozlovii (Kohl, 1906)
- Podalonia luctuosa (F. Smith, 1856)
- Podalonia luffii (E. Saunders, 1903)
- Podalonia mahatma (R. Turner, 1918)
- Podalonia mandibulata (W.F. Kirby, 1889)
- Podalonia marismortui (Bytinski-Salz in de Beaumont and Bytinski-Salz, 1955)
- Podalonia mauritanica (Mercet, 1906)
- Podalonia melaena Murray, 1940
- Podalonia merceti (Kohl, 1906)
- Podalonia mexicana (de Saussure, 1867)
- Podalonia mickeli Murray, 1940
- Podalonia minax (Kohl, 1901)
- Podalonia moczari (Tsuneki, 1971)
- Podalonia montana (Cameron, 1888)
- Podalonia nigriventris (Gussakovskij, 1934)
- Podalonia nigrohirta (Kohl, 1888)
- Podalonia obo (Tsuneki, 1971)
- Podalonia occidentalis Murray, 1940
- Podalonia parallela Murray, 1940
- Podalonia parvula Li and Yang, 1992
- Podalonia pilosa Li and Yang, 1995
- Podalonia pseudocaucasica Balthasar, 1957
- Podalonia pubescens Murray, 1940
- Podalonia puncta Murray, 1940
- Podalonia pungens (Kohl, 1901)
- Podalonia robusta (Cresson, 1865)
- Podalonia rothi (de Beaumont, 1951)
- Podalonia schmiedeknechti (Kohl, 1898)
- Podalonia sericea Murray, 1940
- Podalonia sheffieldi (R. Turner, 1918)
- Podalonia sonorensis (Cameron, 1888)
- Podalonia turcestanica (Dalla Torre, 1897)
- Podalonia tydei (Le Guillou, 1841)
- Podalonia valida (Cresson, 1865)
- Podalonia violaceipennis (Lepeletier de Saint Fargeau, 1845)
- Podalonia yunnana Li and Yang, 1992